# Ітаверет
Ітаверет (Іта-старша) — дочка давньоєгипетського царя, яка жила в 12-й династії близько 1850 року до нашої ери.
Вона відома з її поховання поруч з пірамідою царя Аменемхета II у Дашшурі. Поховання було знайдено неушкодженим і містило прикрашену дерев'яну труну та каноп із довшими релігійними текстами, включаючи її ім'я. У гробниці також були знайдені деякі особисті прикраси. Розташування гробниці може вказувати на те, що вона була дочкою Аменемхета II, але остаточного підтвердження немає. Примітна дерев'яна статуя лебедя, знайдена в її похованнях.